# Ted Lange
Theodore William Lange, conocido como Ted Lange (5 de enero de 1948, Oakland, California) es un actor estadounidense de televisión.

## Biografía
Comienza a ser conocido en 1974 gracias al personaje de Junior en la serie de TV That's My Mama, protagonizada por Theresa Merritt. 
En 1977 es seleccionado para interpretar al camarero Isaac Washington en la serie Vacaciones en el mar. Esta producción televisiva llegó a ser una de las más populares durante las décadas de los setenta y ochenta, no sólo en Estados Unidos, sino también en muchos otros países. Los miembros del reparto, incluido Lange, se convirtieron en verdaderas estrellas de la pequeña pantalla, conocidos y populares en todos los países en los que se emitió la serie.
El personaje de Lange fue uno de los que mejor aceptación obtuvo por parte del público y el actor lo interpretó hasta la cancelación definitiva de The Love Boat en 1986.
Con posterioridad, ha interpretado pequeños papeles tanto en cine como en televisión y ha desarrollado igualmente una carrera teatral que incluye la dirección de la obra George Washington's Boy, que él mismo escribió y que narra la relación entre el primer presidente de Estados Unidos y su esclavo favorito.
En 2006 participó en el reality show Celebrity Fit Club.